# 韓國—英國關係
韓英關係或英韩关系指大韓民國與大不列顛及北愛爾蘭聯合王國之間的雙邊關係。兩國在1949年1月18日建交。韓戰時，英國是聯合國軍的成員，與韓國共同對朝鮮民主主義人民共和國作戰。兩國在氣候變化和人權等問題上亦有合作。

## 歷史

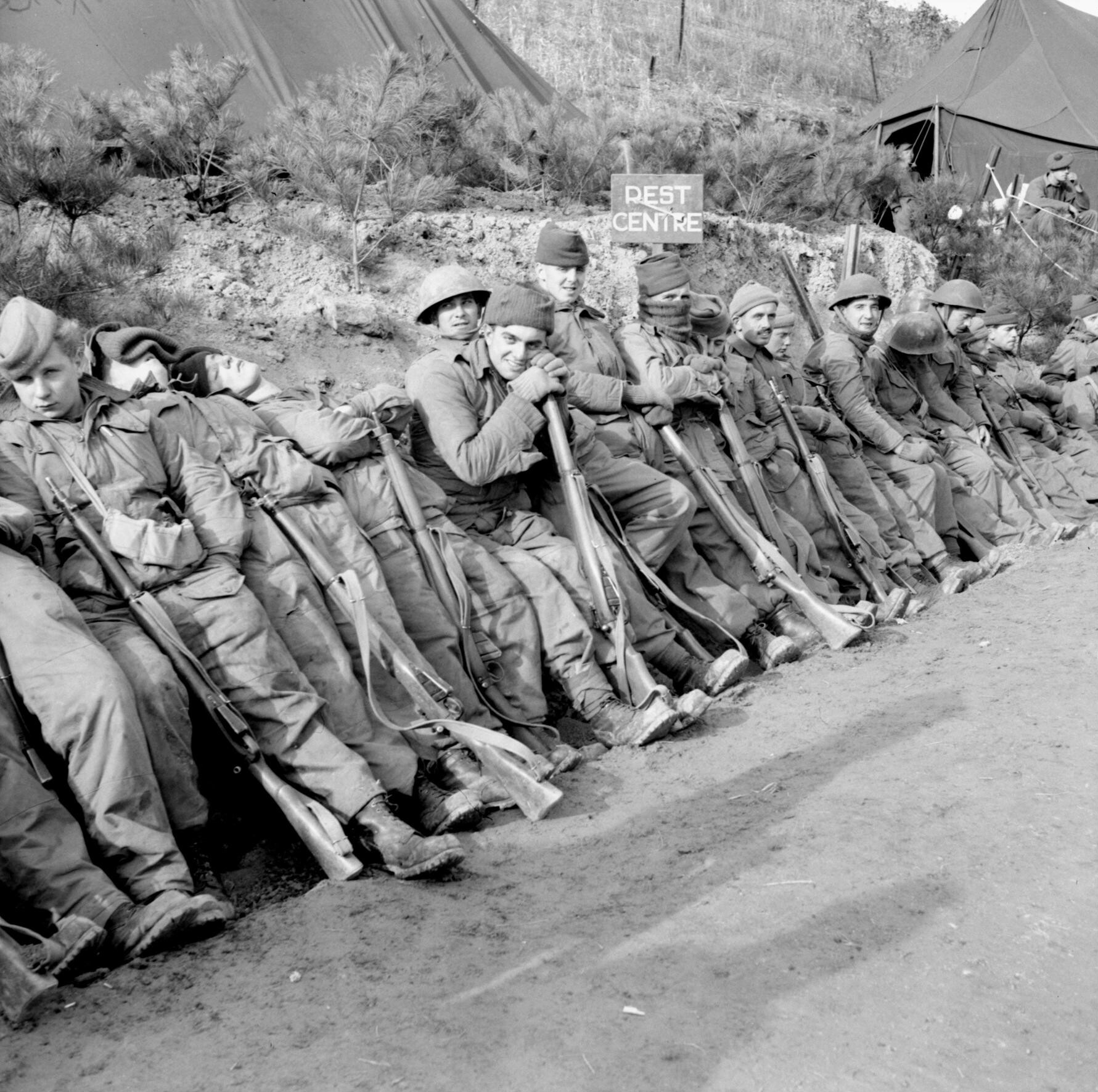
參與韓戰的英軍黑衛士第1營士兵，攝於1952年11月

1948年8月15日，大韓民國在朝鮮半島南部成立，英國在翌年與韓國建交。1950年，韓戰爆發，英國加入聯合國軍，與韓國共同對戰朝鮮。在此期間，9萬名英軍參與了韓戰，成為聯合國軍中僅次於美軍的第二大援韓外軍。在1951年的雪馬里戰鬥中，600名英軍與3萬名渡過臨津江的中國人民志願軍對戰，英軍最終殲滅其中1萬人，並打亂中國人民志願軍的部署。該場戰役導致59名英軍陣亡，事後，韓國政府在坡州市設置坡州英軍雪馬里戰鬥碑，以紀念陣亡的英軍士兵，而倫敦泰晤士河及英國國防部本部附近也豎立了一座韓戰紀念碑。
1970年代，韓國與英國的商貿往來漸趨頻密，英國通用電氣公司曾協助建設韓國第一座核電廠——古里核電廠，英國公司開始在韓國注資。英韓兩國亦在此時開始定期部長／大臣級交流。
1986年4月，韓國總統全斗煥訪問英國，成為首位訪問英國的韓國總統。同年5月，英國首相戴卓爾夫人訪問韓國，成為首位訪問韓國的英國政府首腦。1999年4月，英國女王伊利沙伯二世訪問韓國，成為首位到訪韓國的英國君主。
2013年11月，韓國總統朴槿惠對英國進行國事訪問，獲英國女王伊利沙伯二世及愛丁堡公爵菲臘親王迎接，並下榻白金漢宮。在是次訪問中，朴槿惠亦與英國首相大衛·金馬倫會面。會後發表聯合聲明，重申韓國和英國之間基於和平和繁榮的廣泛而創新的雙邊關係，並提升韓英兩國的戰略對話至部長級。在聲明中，英國亦同意韓國所主張的朝鮮棄核、朝鮮半島建立信任的过程以及東北亞和平願景。韓英兩國亦在氣候變化、人權、國際經濟、網絡安全和發展方面展開合作。

## 經貿關係
- 韓國到英國的出口貿易[8]
- 英國到韓國的出口貿易[9]

根據經濟複雜性研究中心網站上的數據，自1995年至2007年，韓國對英國本土的出口額呈上升趨勢，1995年，韓國對英國本土的出口額不足20億美元，至2007年升至約70億美元。2010年跌至約40億美元，翌年升回至約50億美元。韓國主要對英國本土出口機械及運輸用品。2013年，英國亦是韓國在歐洲的第四大出口國。
而英國本土對韓國的出口額自1995年至2011年的波動不大，一直徘徊在10億至40億美元之間，但至2012年卻從早一年的約40億美元升至約70億美元。英國本土主要向韓國出口機械及化工產品，1995年至2005年間貴金屬在出口額中亦佔較高比重，2012年起原油開始在出口額中佔較高比重。
1970年代，英韓經濟合作委員會成立。2013年，韓英兩國簽訂一系列備忘錄，涉及金融當局、國營機構及私營金融機構。

## 文化關係
2013年，韓英兩國簽訂一系列備忘錄，涉及文化、創意產業、基本科學、能源技術、資訊及通訊科技及核能。
2015年，英國有約20家韓語學校，亦有4萬5千名韓僑居於英國，其中2萬人居於泰晤士河畔金斯頓，使其成為歐洲最大的韓僑社區。倫敦附近的新莫登亦有「小首爾」的稱號，該區的路牌設有韓語標示。在英國的韓國餐館亦由1970年代的一家增至2015年的200多家，當中一半設在倫敦。而朴載相的歌曲《江南Style》更加強英國人對韓國文化、音樂及飲食文化的興趣。
2015年，為慶祝朝鮮半島獨立70周年，倫敦首屆韓國節在8月9日舉行，設有工作坊、貿易區及韓國動畫展出。

## 外部連結
- 大韓民國駐英國大使館官方網站 （页面存档备份，存于）
- 英國駐大韓民國大使館官方網站 （页面存档备份，存于）